# 531
531（五百三十一、ごひゃくさんじゅういち）は自然数、また整数において、530の次で532の前の数である。

## 性質
- 531は合成数であり、約数は 1, 3, 9, 59, 177, 531 である。
  - 約数の和は780。
- 138番目のハーシャッド数である。1つ前は522、次は540。
  - 9を基としたとき44番目のハーシャッド数である。1つ前は522、次は540。
- 連続奇数を降順に並べてできる3番目の数である。1つ前は31、次は7531。(オンライン整数列大辞典の数列 A038395)
- 531 = 12 + 12 + 232 = 12 + 132 + 192 = 32 + 92 + 212 = 72 + 112 + 192 = 92 + 152 + 152 = 112 + 112 + 172
  - 3つの平方数の和6通りで表せる19番目の数である。1つ前は530、次は534。(オンライン整数列大辞典の数列 A025326)
  - 531 = 12 + 132 + 192 = 32 + 92 + 212 = 72 + 112 + 192
    - 異なる3つの平方数の和3通りで表せる53番目の数である。1つ前は529、次は536。(オンライン整数列大辞典の数列 A025341)

## その他 531 に関連すること
- 西暦531年
- 日本のラジオのAM（中波）バンドの割り当て最小周波数「531kHz」。（例：NHK盛岡放送局のラジオ第一周波数）
- JR東日本E531系電車
- 531はボールジャグリングの技の一つ。